# Pražské červnové povstání
Pražské červnové povstání (též Svatodušní bouře, německy Prager Pfingstaufstand) bylo ozbrojeným střetem ve dnech 12.–17. června 1848 v Praze, kterým vyvrcholil revoluční proces v českých zemích. Povstání bylo spontánní nepřipravenou vzpourou, která byla potlačena vojskem a zahynulo při ní asi 57 osob.

## Cesta k povstání

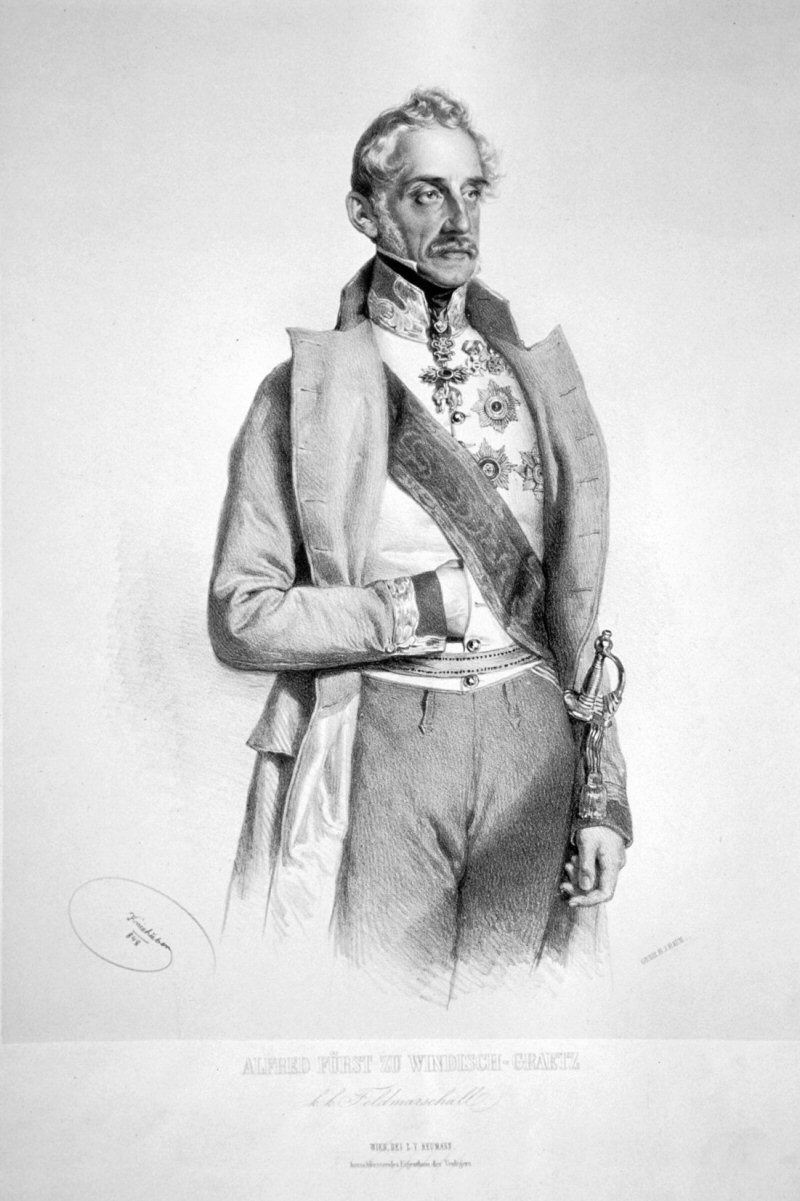
Generál Windischgrätz

Od 11. března 1848 (Shromáždění ve Svatováclavských lázních) vládl v Praze politický neklid, jímž se Praha připojila k širšímu revolučnímu proudu v celé tehdejší Evropě (viz Revoluce v roce 1848). 
Česká politika se v té době již rozštěpila na liberální proud (František Palacký, Karel Havlíček Borovský) a radikálně demokratický (Karel Sabina, J. V. Frič, Vincenc Vávra Haštalský, Vilém Gauč, Emanuel Arnold). V první fázi převládal umírněný postoj liberálů. Ten upřednostňoval konstruktivní a opatrné kroky, jako ustavení Svatováclavského výboru 12. března. Výbor připravil 19. a 31. března dvě petice k císaři, které obsahovaly především požadavky jazykové rovnoprávnosti, založení Národních novin (5. duben), přeměna Svatováclavského výboru v Národní výbor (10. duben), Palackého Psaní do Frankfurtu (11. duben), založení spolku Lípa slovanská (30. duben), uspořádání Slovanského sjezdu (2.-12. červen). Mezitím sílilo i radikální křídlo. 1. června začal vycházet jeho tiskový orgán Pražský večerní list. Bylo pak podpořeno příjezdem některých delegátů na Slovanský sjezd (především Michail Alexandrovič Bakunin).
Počátkem června se velící generál v Čechách kníže Alfred Windischgrätz rozhodl, že rostoucí napětí utlumí vojenskými manifestacemi síly – městem neustále procházely vojenské hlídky, na Petříně a na Vyšehradě byly rozmístěny dělostřelecké baterie, 7. června byla uspořádána masivní vojenská přehlídka, 11. června byly povolány vojenské posily z Kutné Hory a Hradce Králové. To pak zvýšilo napětí ve městě.
11. června se v Karolinu sešli pražští studenti a vypravili deputaci k Windischgrätzovi s požadavky, aby vojsko nejitřilo situaci. Byly odmítnuty, načež je studenti vydali jako leták a rozvěsili po Praze (tzv. Červený plakát). Večer 11. června se sešlo ve Svatováclavských lázních na Zderazi shromáždění, aby projednalo situaci. Rozhodlo uspořádat na druhý den manifestační mši (tzv. sbratřovací mše) na Koňském trhu (dnešním Václavském náměstí).

## Povstání

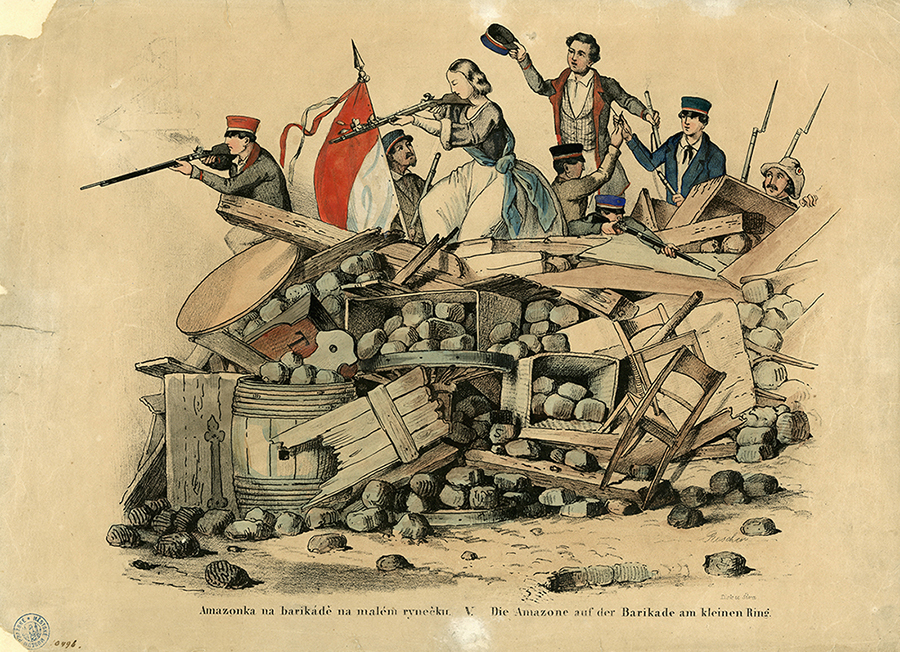
„Amazonka“ na barikádě na Malém náměstí

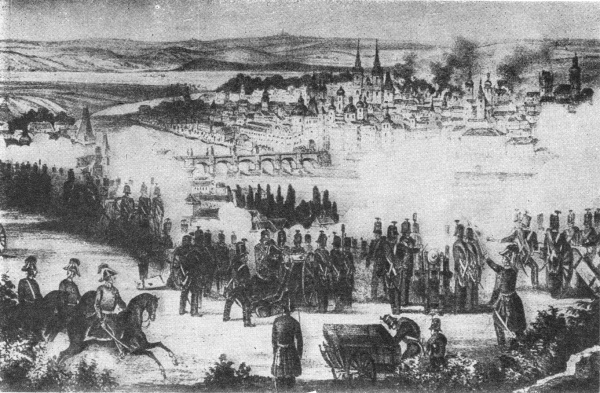
Bombardování Prahy vojskem generála Windischgrätze

Mši sloužil vlastenecky cítící penzionovaný kněz Jan Arnold, bratr radikálního demokrata Emanuela Arnolda. Po skončení mše se účastníci nerozešli a šli průvodem městem. Kolem poledne byli v Celetné ulici zastaveni vojskem. To zažehlo jiskru vzpoury, v jejímž čele stáli studenti a radikální demokraté (liberálové se drželi stranou a usilovali o kompromis s Windischgrätzem). V Praze vyrostlo mnoho barikád, na nichž se bojovalo zejména 12.–14. června. Hned v první den povstání, 12. června, zabila pravděpodobně zbloudilá kulka manželku knížete Windischgrätze, když stála u okna a dívala se na pouliční boje. Vojáci sice zadrželi studenta Maxmiliána Mauxe, který měl s sebou v davu pušku, tomu však byla, mj. díky balistické expertíze provedené pražským puškařem Antonem Vincenzem Lebedou, prokázána nevina.
Studenti se opevnili v Karolinu a Klementinu a podařilo se zajmout Lva Thuna, který se z Malé Strany přišel podívat, co se děje. Druhého dne Thun odmítl zprostředkovat studentům jednání s Windischgrätzem. Thun byl nakonec na naléhání Palackého, Šafárika a Borovského propuštěn.
V noci ze 14. na 15. června Windischgrätz změnil taktiku, vojsko se stáhlo na levý břeh Vltavy a odtud začalo ostřelovat Staré Město, kde bylo nejvíce barikád, z děl, chtěl se tak vyhnout bojům v ulicích Prahy. Zprávy o povstání v Praze měly ohlas i na českém venkově. Začaly se zde formovat národní gardy, které se vydaly pražským povstalcům na pomoc (Litomyšl, Vysoké Mýto, Kutná Hora, Kolín, Chrudim). Průběh bojů už nemohly ovlivnit. 17. června povstalci kapitulovali. Během bojů zahynulo asi 43 osob.
18. června byl v celé Praze vyhlášen stav obležení a začali být zatýkáni strůjci nepokojů. 26. června byl rozpuštěn Národní výbor, kvůli účasti některých jeho členů na červnovém povstání. 20. července byl stav obležení odvolán a situace se v českých zemích uklidnila. Revoluce pak probíhala zejména ve Vídni.

## Dopady a dozvuky
Během povstání padlo 43 povstalců a 63 bylo jich zraněno. Ve Windischgrätzově vojsku bylo celkem 14 padlých a 71 zraněných.
Rakouská konzervativní moc si potlačením Svatodušních bouří v Praze ozkoušela, že vojenské řešení politické situace je možné a byl to právě Windischgrätz, který byl k tomuto úkolu povolán do Vídně.
Liberálové se po potlačení povstání soustředili na prosazení změn na ústavodárných sněmech (nejprve ve Vídni, posléze v Kroměříži), radikální demokraté se ještě pokusili v roce 1849 o druhou ofenzivu (ovládnutí spolku Lípa slovanská, příprava Májového spiknutí v součinnosti s Bakuninem), avšak 10. května byli pozatýkáni, v Praze byl vyhlášen stav obležení, a tím byl odpor definitivně zlomen.